# Биатлон на Зимским олимпијским играма 2014 — масовни старт за жене
Такмичење у биатлонској дисциплини масовни старт у женској конкуренцији на Зимским олимпијским играма 2014. у Сочију одржаће се  на комплексу за скијашко трчање и биатлон Лаура у Красној Пољани, Краснодарском крај 60 км удаљоној од Сочија 17.фебруара, 2014. са почетком у 19:00 часова по локалном времену.

## Правила такмичења
Масовни или групни старт, је биатлонска дисциплинау где све такмичарке стартују у исто време, а стартује само 30 најбољих на основу пласмана у текућој години. Трчи се на кружној стази од 12,5 километара односно 5 кругова по 3,3 км са четири гађања у току трке. Прва два пута гађа се  из лежећег а друга два из стојећег става. На првог гађању свака такмичарка гађа на мети са њеним стартним броојем, а остала гађања су по редоследу доласка до мете. За сваки промашај такмичарка мора возити казнени круг од 150 метара.
Титулу олимпијске победнице неће бранити Магдалена Нојнер из Немачке, јер је 18. марта 2012. завршила такмичарску каријеру.

## Земље учеснице
Учествовало је 30 биатлонки из 16 земаља.
1. Белорусија 2
2. Канада 1
3. Чешка 2
4. Финска 1
5. Француска 1
6. Немачка 3
7. Италија 2
8. Норвешка 3
9. Пољска 3
10. Румунија 1
11. Русија 2
12. Словачка 1
13. Словенија 1
14. Швајцарска 2
15. Украјина 4
16. Сједињене Америчке Државе 1

## Резултати
| Пласман | Ст. бр. | Име                        | Земља                     | Време   | Промашаји (Л+Л+С+С) | Заоастатак |
| ------- | ------- | -------------------------- | ------------------------- | ------- | ------------------- | ---------- |
|         | 2       | Дарја Домрачева            | Белорусија                | 35:25,6 | 1 (0+0+0+1)         | —          |
|         | 10      | Габријела Соукалова        | Чешка                     | 35:45,8 | 1 (0+0+0+1)         | +20,2      |
|         | 12      | Тирил Екхоф                | Норвешка                  | 35:52,9 | 1 (0+1+0+0)         | +27,3      |
| 4       | 7       | Теја Грегорин              | Словенија                 | 36:05,0 | 0 (0+0+0+0)         | +39,4      |
| 5       | 19      | Моника Хојниш              | Пољска                    | 36:20.5 | 0 (0+0+0+0)         | +54.9      |
| 6       | 9       | Кајса Мекерејнен           | Финска                    | 36:27.1 | 2 (0+0+1+1)         | +1:01.5    |
| 7       | 21      | Олена Пидрушна             | Украјина                  | 36:37,1 | 0 (0+0+0+0)         | +1:11,5    |
| 8       | 13      | Вероника Виткова           | Чешка                     | 36:49,3 | 0 (0+0+0+0)         | +1:23,7    |
| 9       | 5       | Селина Гаспарин            | Швајцарска                | 36:54,9 | 2 (0+1+1+0)         | +1:29,3    |
| 10      | 17      | Анаис Бескон               | Француска                 | 36:55,3 | 3 (0+0+3+0)         | +1:29,7    |
| 11      | 25      | Сузан Данкли               | Сједињене Америчке Државе | 36:57,9 | 3 (0+1+1+1)         | +1:32,3    |
| 12      | 11      | Ваљ Семеренко              | Украјина                  | 37:03,5 | 2 (0+0+2+0)         | +1:37,9    |
| 13      | 18      | Карин Оберхофер            | Италија                   | 37:03,6 | 2 (0+0+1+1)         | +1:38,0    |
| 14      | 4       | Тора Бергер                | Норвешка                  | 37:07,8 | 2 (0+1+1+0)         | +1:42,2    |
| 15      | 8       | Надежда Скардино           | Белорусија                | 37:08,0 | 2 (0+0+1+1)         | +1:42,4    |
| 16      | 6       | Вита Семеренко             | Украјина                  | 37:03,5 | 2 (0+0+2+0)         | +1:37,9    |
| 17      | 14      | Андреа Хенкел              | Немачка                   | 37:19,2 | 1 (0+0+1+0)         | +1:53,6    |
| 18      | 29      | Кристина Палка             | Пољска                    | 37:33,9 | 2 (1+0+1+0)         | +2:08,3    |
| 19      | 22      | Вероника Новаковска-Земњак | Пољска                    | 37:35,2 | 4 (1+0+2+1)         | +2:09,6    |
| 20      | 26      | Ева Тофалви                | Румунија                  | 37:50,9 | 2 (1+0+0+1)         | +2:25,3    |
| 21      | 3       | Олга Виљухина              | Русија                    | 38:05,3 | 2 (1+0+0+1)         | +2:39,7    |
| 22      | 16      | Јулија Џима                | Украјина                  | 38:10.8 | 4 (0+0+2+2)         | +2:45.2    |
| 23      | 20      | Олга Зајцева               | Русија                    | 38:14,2 | 1 (0+0+1+0)         | +2:48,6    |
| 24      | 28      | Ан Кристин Флатланд        | Норвешка                  | 38:15,6 | 2 (0+1+1+0)         | +2:50,0    |
| 25      | 24      | Доротеа Вијерер            | Италија                   | 38:37,4 | 3 (1+2+0+0)         | +3:11,8    |
| 26      | 1       | Анастасија Кузмина         | Словачка                  | 38:50,3 | 5 (0+2+2+1)         | +3:24,7    |
| 27      | 30      | Меган Имри                 | Канада                    | 38:59,0 | 5 (1+0+1+3)         | +3:33,4    |
| 28      | 15      | Франциска Хилдебранд       | Немачка                   | 39:09,5 | 3 (1+0+1+1)         | +3:43,9    |
| ДИСК.   | 23      | Еви Захенбахер-Штеле       | Немачка                   | 35:53,9 | 0 (0+0+0+0)         | +28,3      |
| —       | 27      | Елиза Гаспарин             | Швајцарска                | НЗ      | 1 (0+1)             |            |